# Hexadecàedre
Un hexadecàedre o hexadecaedre és un políedre que té setze cares. Cap hexadecàedre és regular. Hi ha moltes formes topològicament diferents del pentadecàedre com, per exemple, la piràmide pentadecagonal, el prisma tetradecagonal o l'antiprisma heptagonal.
Hi ha 387.591.510.244 hexadecàedres convexos topològicament diferents, excloent les imatges de mirall, que tenen almenys 10 vèrtexs.